# Незабудочник шелковистый
Незабудочник шелковистый (лат. Eritrichium sericeum) — вид растений рода Незабудочник (Eritrichium) семейства Бурачниковые (Boraginaceae).

## Распространение
Эндемик России. Встречается на степных каменистых склонах и песчаных береговых откосах в Иркутской области, Бурятии и Якутии (верхнее течение реки Лены).

## Ботаническое описание
Многолетние травянистые растения. Образуют небольшие рыхлые низкие дерновинки благодаря сильно ветвистому каудексу, ветви которого более или менее удлинённые и покрыты прошлогодними листьями, на концах несут укороченные большей частью, бесплодные побеги, листья их многочисленные, небольшие, около 1 см длиной, 2—3 мм шириной, лопатчато-ланцетные, островатые, зеленоватые, более менее скученные, но отогнутые в стороны, густо покрытые с обеих сторон беловатыми прямыми прижатыми волосками и небольшим количеством оттопыренных длинных жестких волосков (большая часть которых расположена по краям листовой пластинки). Стебли тонкие, покрытые редкими короткими прижатыми волосками, прямые или дуговидные, простые 10—20 см высотой. Стеблевые листья мельче, линейные, расставлены по стеблю равномерно.
Кисти простые или парные на концах стеблей, в цвету очень короткие, при плодах удлинённые и рыхлые 5—10 см длиной с сильно раздвинутыми плодоножками. Плодоножки тонкие, прямые, оттопыренные 5—10 мм длиной. Чашечка при цветении около 3 мм длиной с линейными острыми долями, при плодах не отогнутыми. Венчик голубой, незабудковый, 5—7 (10) мм в диаметре. Эремы кубарчатые, со спинной площадкой около 1,5 мм длиной, по бокам морщинисто-бугорчатые, по диску с мелкими волосками, по краю спинки с недлинными, вверх торчащими шероховатыми шипиками.